# The Lincoln Project
El Projecte Lincoln (en anglès: The Lincoln Project) és un comitè d'acció política estatunidenc format a finals de 2019 per diversos republicans i exrepublicans prominents. L'objectiu del comitè és evitar la reelecció de Donald Trump en les eleccions presidencials de 2020 i derrotar els seus seguidors en el Senat dels Estats Units. A l'abril de 2020, el comitè va anunciar el seu suport al candidat presidencial demòcrata Joe Biden.

## Història
El comitè va ser anunciat el 17 de desembre de 2019, en un article d'opinió al The New York Times de George Conway, Steve Schmidt, John Weaver i Rick Wilson. Altres cofundadors van ser Jennifer Horn, Ron Steslow, Reed Galen i Mike Madrid.
Conway és advocat i marit de Kellyanne Conway, assessora de Trump; Schmidt va dirigir la campanya presidencial de John McCain l'any 2008, Weaver va supervisar la campanya presidencial de McCain al 2000 i Wilson és consultor de mitjans. Els quatre són reconeguts crítics de Trump. Schmidt va deixar el Partit Republicà l'any 2018. Jennifer Rubin, en un article d'opinió al The Washington Post, va descriure els quatre fundadors com «Alguns dels republicans més prominents del Moviment anti-Trump». Horn és un agent republicà i expresident del Partit Republicà a New Hampshire, Steslow és un estratega de màrqueting i consultor polític, Galen és un consultor polític independent, i Madrid és un exdirector polític del Partit Republicà de Califòrnia. Galen treballa com a tresorer del Projecte Lincoln.
El comitè porta el nom d'Abraham Lincoln. El 27 de febrer de 1860, Lincoln va pronunciar un famós discurs durant la seva campanya a Cooper Union que el convertiria en el primer president republicà. Diversos membres del comitè, Schmidt, Wilson, Horn, Galen, Madrid i Steslow, van parlar en el mateix lloc en el 160è aniversari d'aquest discurs, des del mateix faristol que Lincoln havia usat al 1860. El grup va ser franc en les seves crítiques a Trump i l'actual divisió en el Partit Republicà. Madrid va dir que «dos punts de vista no poden existir en un únic partit» i Steslow va afirmar que «votarà blau (pel Partit Demòcrata) sense importar a qui». Schmidt va advertir que un segon mandat de Trump seria «desenfrenat i convalidatori».
Els membres de la junta assessora del Projecte Lincoln, Conway, Schmidt, Weaver, Wilson i Reed Galen, van publicar un altre article d'opinió al The Washington Post el 15 d'abril de 2020, donant suport a la candidatura presidencial de l'exvicepresident Joe Biden, el (llavors) probable candidat demòcrata, en què van escriure: «Mai no hem recolzat un candidat demòcrata a la presidència. Però Trump ha de ser derrotat». L'article d'opinió va argumentar que Trump no està qualificat per bregar amb la pandèmia del COVID-19 i la consegüent recessió econòmica que portarà.
Stuart Stevens va anunciar, el 28 de maig de 2020, que s'havia unit al projecte. Stevens havia estat prèviament estratega en cap de la campanya presidencial de Mitt Romney l'any 2012. Abans d'això, havia treballat per a George W. Bush i Bob Dole. Jeff Timmer, exdirector executiu del Partit Republicà de Michigan, també es va convertir en assessor del projecte.
El 2 de juny de 2020, el projecte va anunciar el llançament del seu podcast, Republicans Defeating Trump, que va ser presentat per Ron Steslow.

## Anuncis televisius
El Projecte Lincoln ha produït una sèrie d'anuncis de televisió anti-Trump i pro-Biden. La columnista de The Washington Post, Jennifer Rubin va qualificar els anuncis del projecte com a «devastadors per diverses raons: es produeixen a la velocitat de la llum i, per tant, capten el debat públic al moment just; colpegen Trump on és personalment més vulnerable (per exemple, les preocupacions sobre el seu vigor, les preocupacions sobre la corrupció estrangera); i depenen en gran manera del propi Trump: les seves paraules i accions». Al voltant de dos terços dels anuncis de televisió del comitè se centren en les eleccions presidencials del 2020, però El Projecte Lincoln també va crear anuncis que recolzen als demòcrates en altres eleccions, com per exemple un anunci a Montana en el qual es promou la candidatura del governador Steve Bullock, en detriment de l'actual senador republicà Steve Daines. A més, han publicat vídeos que ataquen als senadors republicans Cory Gardner, Martha McSally, Thom Tillis, Susan Collins, Joni Ernst i el líder de la majoria Mitch McConnell, tots encobridors de Trump, els càrrecs dels quals se sotmeten a reelecció al 2020.
El 17 de març de 2020, el comitè va emetre un vídeo titulat «Unfit» (en català: Inepte), que critica Trump per la seva gestió de la pandèmia del COVID-19 als Estats Units.
El 4 de maig de 2020, el grup va emetre «Mourning in America», un vídeo inspirat en l'anunci de la campanya de 1984 Morning in America (en català: Dol pels Estats Units) de Ronald Reagan. Se centrava en la gestió de Trump de la crisi del coronavirus, i afirmava que el país era «més feble, més malalt i més pobre» a causa del lideratge del president Trump. L'1 de juny de 2020, El Projecte Lincoln va llançar un altre anunci, «Flag of Treason» (en català: Bandera de la traïció), que posava en qüestió les declaracions de Trump sobre les relacions racials als Estats Units, destacant l'ús de la bandera confederada pels partidaris de Trump en les seves manifestacions, i emfasitzava el suport que Trump ha rebut dels nacionalistes blancs. Tots dos anuncis van aparèixer en televisió en els estats clau.
A principis de juny de 2020, El Projecte Lincoln va llançar un anunci, «Mattis», que repetia les crítiques a Trump per part de l'exsecretari de Defensa Jim Mattis, un general retirat del Cos dels Marines, després dels atacs de les forces de seguretat de Trump contra els manifestants a Lafayette Square i a Saint John's Church, i preguntava als espectadors: «En qui confies: en el covard o en el comandant?» L'anunci també va criticar a Trump per haver «evadit el problema» i per amagar-se «en un búnker profund, llançant tuits».
El 17 de juny de 2020, El Projecte Lincoln va llançar dos anuncis. El primer, titulat «#TrumpIsNotWell» (en català: Trump no està bé), durant 45 segons mostra un vídeo de Trump caminant lentament i vacil·lant per una rampa a West Point, i un vídeo en el qual Trump apareix lluitant per aixecar un got d'aigua, amb una narració que suggereix que Trump no es troba bé físicament. durante 45 segundos muestra un vídeo de Trump caminando lenta y vacilantemente por una rampa en West Point, La veu en off de l'anunci deia, sobre les imatges de Trump: «És inestable, feble, té problemes per parlar, té problemes per caminar. Llavors, per què no estem parlant d'això? L'oficina més poderosa del món necessita alguna cosa més que un president feble, inepte i inestable. Trump no té la força per liderar, ni el caràcter per admetre-ho». L'anunci va resultar polèmic. Alguns observadors ho van considerar apropiat a la llum dels comentaris i burles de Trump en el passat, quan feia mofa de la salut dels seus rivals. No obstant això, l'activista pels drets dels discapacitats Rebecca Cokley, del Center for American Progress, va criticar l'anunci per ser capacitista. El segon anunci publicat el 17 de juny, «Tulsa», critica Trump per planejar un míting de campanya a Tulsa, Oklahoma (el lloc de la massacre racial de Tulsa de 1921) i a més, el 16 de juny, dia festiu als Estats Units, que commemora l'abolició de l'esclavitud afroestatunidenca.
El 18 de juny de 2020, El Projecte Lincoln va llançar un anunci titulat «Chyna», atacant Trump en la seva política cap a la Xina, amb una narració que deia; «Saben qui és Donald Trump: feble, corrupte, ridiculitzat, Xina el colpeja tot el temps. No importa el que ell digui, va ser Xina qui va obtenir el seu número de telèfon». L'anunci ataca Trump per la seva gestió en la guerra comercial amb la Xina i fa referència als negocis de Ivanka Trump a la Xina, inclosa la concessió de diverses marques registrades que li va fer el govern xinès. El projecte va publicar l'anunci, just després que l'exassessor de seguretat nacional de Trump, John Bolton, publiqués un extracte de les seves memòries, en el qual Bolton va escriure que Trump li va demanar al líder xinès Xi Jinping que l'ajudés a ser triat i li va dir a Xi Jinping que hauria de continuar construint camps de concentració per detenir la minoria uigur. L'anunci fa referència al llibre de Bolton L'habitació on va ocórrer.
A finals de juny i principis de juliol de 2020, El Projecte Lincoln va emetre dos anuncis més, titulats «Bounty» i «Betrayed», que atacaven Trump per no respondre els informes d'intel·ligència estatunidencs no corroborats d'un presumpte programa de recompenses rus dirigit a les tropes estatunidenques a l'Afganistan. A «Bounty», un narrador deia: «Ara sabem que Vladímir Putin paga una recompensa per l'assassinat de soldats estatunidencs. Donald Trump també ho sap i no hi fa res". A «Betrayed» (en català: Traït), l'exSEAL de la Marina i metge de sala d'emergències, Dan Barkhuff, diu que «qualsevol comandant en cap amb una columna vertebral estaria trepitjant la vida d'alguns russos en aquest moment, diplomàticament, econòmicament o, si fos necessari, amb el tipus de guerra asimètrica que estan usant per enviar els nostres fills a casa en bosses per a cadàvers». Barkhuff anomena Trump «un covard que no pot fer front a un exmató del KGB» i «còmplice». L'anunci titulat «Fellow Traveler» (en català: Company de viatge) diu en rus amb subtítols en anglès. que el «Camarada Trump» té una vegada més la benedicció de Rússia. L'anunci presenta imatges comunistes com la falç i el martell, així com fotografies del revolucionari bolxevic Vladímir Lenin i líders soviètics com Mikhaïl Gorbatxov.

## Recol·lecció de fons i despeses
Des de la seva creació i fins a finals de març de 2020, El Projecte Lincoln va recaptar 2.6 milions de dòlars estatunidencs en contribucions dels quals ha gastat 1.4 milions. Encara que El Projecte Lincoln ha recaptat i gastat molt menys que altres PACs, el grup ha aconseguit que els seus anuncis es tornin virals i amb la seva «estratègia no tradicional de jugar jocs mentals amb el president». El grup té pocs donants importants, i els seus principals contribuents han estat l'administrador de fons de cobertura Stephen Mandel, que va donar un milió de dòlars, els inversors de Silicon Valley: Michael Moritz, Ron Conway i Chris Sacca, el productor de Hollywood David Geffen, el financer Andrew Redleaf, l'hereva i filantropa de Walmart Christy Walton, Martha Karsh, que està casada amb el multimilionari financer Bruce Karsh i el gerent general de Continental Cablevision, Amos Hostetter Jr. Al voltant del 59% de la recaptació total de fons del grup prové de petits donants, de 200 dòlars o menys. Les despeses del projecte són principalment en la producció, compra i col·locació d'anuncis a la programació de televisió dels Estats Units.
El Center for Responsive Politics, un grup de vigilància de finances de campanya, va escriure que (com la majoria dels PACs) la major part dels diners del Projecte Lincoln va ser per pagar subcontractistes, «la qual cosa dificulta el seguiment dels diners» als proveïdors, i que «gairebé tots» els diners recaptats es va destinar a empreses dirigides pels membres de la junta del comitè, específicament a Galen's Summit Strategic Communications i Steslow's Tusk Digital.

## Estratègia
Politico va assenyalar que El Projecte Lincoln «es va establir amb èxit com un okupa a l'espai mental de Trump, gràcies a diversos factors: apunta als centenars de milers de seguidors de Trump en les xarxes socials, fa avisos curts que responen ràpidament als esdeveniments d'actualitat, amb un enfocament centrat en la compra d'espais en programes on és més probable que Trump surti en les notícies d'aquest dia, ja sigui al mercat de Washington D.C, com a prop dels seus camps de golf, en qualsevol part del país». Joanna Weiss, de la revista Experience de la Northeastern University, va escriure a Politico que la majoria dels paquets d'anuncis del Projecte Lincoln «són un cop emocional, usant imatges dissenyades per provocar ansietat, enuig i por, i estan dirigides als mateixos votants que van ser impulsats a votar (Trump) per aquests mateixos sentiments l'any 2016», citant recerques científiques que indiquen que els anuncis de por podrien ser efectius amb els votants republicans. El cofundador del projecte, Reed Galen, va descriure l'estratègia com «(parlant) als votants republicans amb el llenguatge republicà i la iconografia republicana».
A més d'apuntar al mercat de mitjans de la ciutat de Washington i, per tant, al propi Trump, el projecte també s'ha dirigit a estats frontissa com Wisconsin, Michigan, Carolina del Nord i Pennsilvània, i ha gastat diners en contra de certs candidats republicans al Senat.

## Influència
El cofundador del projecte, Reed Galen, va dir que els anuncis estan destinats a l'audiència d'una sola persona: el propi Trump. L'enemistat del Projecte Lincoln amb Trump va incrementar el seu perfil nacional, fins i tot en els mitjans independents. El projecte ha informat que va recaptar 1.4 milions de dòlars, després que els tuits de Trump responguessin al vídeo «Dol pels Estats Units» del 4 de maig de 2020.
En caracteritzar els anuncis del projecte com a «brutals», el professor de ciències polítiques Lincoln Mitchell va escriure a la CNN que «semblen haver tingut èxit en aconseguir ficar-se en el cap de Trump» i que el seu treball està «cridant l'atenció més enllà de l'espectre polític». No obstant això, Mitchell va dir que les despeses del projecte (a data de juliol de 2020) no estan ni a prop de poder comprar prou temps en la programació televisiva, que encara és la font de notícies més popular als Estats Units, cosa que els permetria arribar als votants que no han definit el seu vot, i que encara no queda clar si la capacitat de crear tendències a les xarxes socials es traduirà finalment en vots a Joe Biden.

## Recepció

### Favorable
En una entrevista amb Brian Williams a l'MSNBC, l'estratega demòcrata James Carville va elogiar al grup per ser més eficient i agressiu que els comitès d'acció política demòcrates, i va dir: «Permetin-me dir-los, el grup Lincoln i The Bulwark, aquests republicans que mai triomfen, els demòcrates podrien aprendre i molt d'ells. Són malvats. Lluiten dur. I nosaltres no barallem així».
En un article al The Washington Post, Jennifer Rubin va dir que El Projecte Lincoln es destaca «per sobre de la resta, en l'ardu treball de derrotar el president Trump i el trumpisme», i va escriure sobre els fundadors del grup: «Van fer les seves carreres ajudant a triar als republicans, però en l'era Trump, han deixat de costat el partidisme per la causa del patriotisme i la defensa de la democràcia estatunidenca. Els seus anuncis han estat els més efectius i memorables de la campanya presidencial, socarrant Trump d'una manera que els demòcrates no han aconseguit».

### Desfavorable
En una sèrie de tuits furiosos durant una enganxada que va durar dos dies en resposta a l'anunci de «Dol pels Estats Units», Trump va titllar els fundadors del grup de «perdedors» i de «republicans només de nom».
El Projecte Lincoln va ser criticat en un editorial de The Washington Times, en el qual va anomenar els fundadors del grup «republicans nominals» i republicans només de nom («RINO's») un terme molt pejoratiu entre els conservadors estatunidencs. En un article d'opinió en el Washington Examiner, Jay Caruso va criticar el comitè per atacar als senadors republicans Cory Gardner i Susan Collins. En un article a The Atlantic, Andrew Ferguson va descriure els anuncis publicitaris com a «personalment abusius, crispats, sense sentit, enganyosos i sense fil conductor».